# Missouri Western State University
Die Missouri Western State University ist eine öffentliche Universität in Saint Joseph, im US-Bundesstaat Missouri. An der Universität sind ungefähr 5.100 Studierende eingeschrieben. Sie wurde 1915 als zweijährige Einrichtung mit dem Namen St. Joseph Junior College gegründet. 1969 wurde die Einrichtung in ein vierjähriges College umgewandelt und 1977 wurde sie in Missouri Western State College umbenannt. Am 28. August 2005 wurde der Name per Gesetz vom Staat Missouri in Missouri Western State University geändert.
Auf dem drei Quadratkilometer großen Campus im Osten der Stadt sind 18 Akademische Departments beheimatet. Den Schwerpunkt bilden dabei geisteswissenschaftliche Disziplinen, aber auch naturwissenschaftliche und technische Richtungen sind vertreten.
Das Maskottchen der Universität ist der Greif. In der zweiten Division der NCAA treten die Studierenden in den 10 Sportarten an (Männer: Baseball, Basketball, American Football und Golf; Frauen: Basketball, Golf, Fußball, Softball, Tennis und Volleyball).

## Präsidenten
- M. O. Looney (1969–1983)
- Janet Gorman Murphy (1983–2000)
- James McCarthy (2000–2001)¹
- James Scanlon (2001–2008)
- Robert A. Vartabedian (2008–2019)
- Matthew J. Wilson (seit 2019)

¹Interims-Präsident